# Tom Ljungman
Tom Kjell Ljungman (født 29. maj 1991 i Stockholm) er en svensk skuespiller.

## Udvalgt filmografi

### Film
- Lad den rette komme ind (2008) – Ung mand
- Patrik 1,5 (2008) – Patrik Eriksson
- Skytten (2009) – Hector Ussi
- Kyss mig (2011) – Oskar
- Gryning (2013) – Axel

### Tv-serier
- De halvt dolda (miniserie, 2009; 4 afsnit) – Linus